# Куалла-Баундари
Куалла-Баундари (англ. Qualla Boundary), также Истерн-Чероки (англ. Eastern Cherokee Reservation) — индейская резервация народа чероки, расположенная в западной части штата Северная Каролина, США. В отличие от большинства индейских резерваций Соединённых Штатов, она была создана по инициативе восточных чероки, а не федерального правительства страны.

## История
В начале XIX века чероки, одно из «Пяти цивилизованных племён», усвоили многие европейские технологические достижения и переняли значительную часть культуры евроамериканцев. Они жили в домах, занимались фермерским земледелием, скотоводством и ремёслами, а также создали собственную письменность и издавали газету «Cherokee Phoenix». Обнаружение золота на их территории частично привело к принятию Закона о переселении индейцев и большинство чероки было депортировано.
Однако, некоторые чероки смогли остаться в Северной Каролине, в том числе те, кто укрылся в горных ущельях Грейт-Смоки-Маунтинс. В дополнение к тем, кто избежал интернирования и депортации, некоторые индейцы под руководством вождя Йонагуски сумели остаться в штате на своих землях из-за более ранних договоров с американскими властями и формально не подлежали переселению. Они попросили белого американца Уильяма Холланда Томаса помочь им избежать депортации. Будущий полковник армии КША Томас с юных лет работал и жил среди индейцев и мог свободно говорить на языке чероки. Он также был близким другом Йонагуски, пользовался уважением и доверием индейцев, и был усыновлён племенем.
Томас действовал от имени оставшихся чероки и приобрёл земли, расположенные вокруг рек Оконалати и Соко-Крик. Эти земли положили начало будущей резервации восточных чероки, которая была официально признана американскими властями в 1874 году.

## География
Резервация состоит из нескольких участков земли, расположенных на западе Северной Каролины. Основная часть Куалла-Баундари находится в округах Хейвуд, Суэйн и Джэксон. Меньшие, дискретные участки расположены в округах Грейам и Чероки. Общая площадь Куалла-Баундари составляет 211,53 км², из них 211,483 км² приходится на сушу и 0,047 км² — на воду. Административным центром резервации и штаб-квартирой племени является статистически обособленная местность Чероки.
Куалла-Баундари состоит из семи сообществ, которые идентичны тауншипам США.

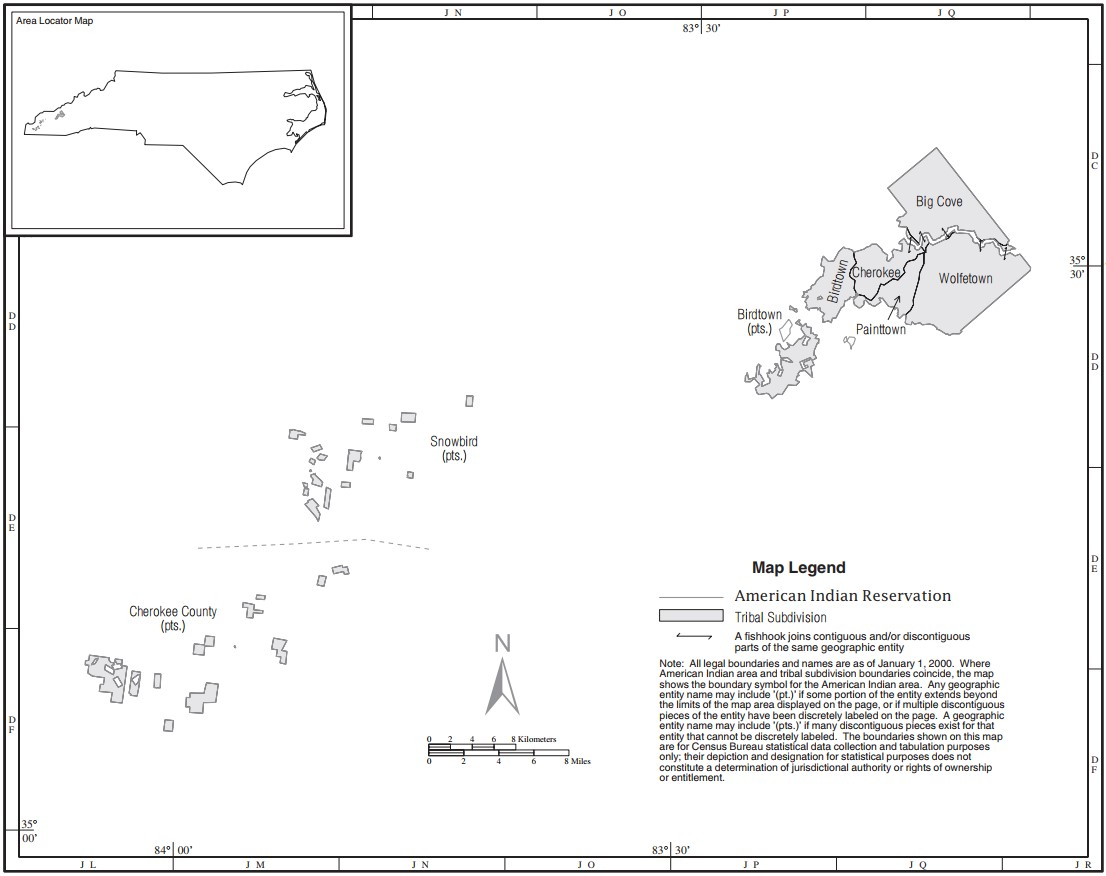
Карта Куалла-Баундари

| Сообщества    | Население | Округа                 |
| ------------- | --------- | ---------------------- |
| Биг-Коув      | 1125      | Суэйн                  |
| Бёрдтаун      | 2717      | Джэксон, Суэйн         |
| Чероки-Каунти | 231       | Чероки                 |
| Пейнттаун     | 1152      | Джэксон                |
| Сноубёрд      | 552       | Грейам                 |
| Вулфтаун      | 2424      | Хейвуд, Суэйн, Джэксон |
| Йеллоухилл    | 1032      | Суэйн                  |

## Демография
В 2000 году постоянное население резервации составляло 8 092 человека. По данным федеральной переписи населения 2010 года, в Куалла-Баундари проживало 9 018 человек. Согласно федеральной переписи населения 2020 года в резервации проживало 9 233 человека, насчитывалось 3 324 домашних хозяйства и 3 802 жилых дома. Средний возраст, проживающих в Куалла-Баундари, составлял 37,7 лет. Средний доход на одно домашнее хозяйство в индейской резервации составлял 44 925 долларов США. Около 21 % всего населения находились за чертой бедности, в том числе 26,4 % тех, кому ещё не исполнилось 18 лет, и 23,9 % старше 65 лет.
Расовый состав распределился следующим образом: белые — 1 156 чел., афроамериканцы — 57 чел., коренные американцы (индейцы США) — 7 132 чел., азиаты — 46 чел., океанийцы — 2 чел., представители других рас — 171 чел., представители двух или более рас — 669 человек; испаноязычные или латиноамериканцы любой расы составили 528 человек. Плотность населения составляла 43,65 чел./км².